# Вилланова-д’Арденги
Вилланова-д’Арденги (итал. Villanova d'Ardenghi) — коммуна в Италии, располагается в регионе Ломбардия, в провинции Павия.
Население составляет 687 человек (2008), плотность населения составляет 115 чел./км². Занимает площадь 6 км². Почтовый индекс — 27030. Телефонный код — 0382.
Покровителем коммуны почитается святой мученик Христофор, празднование 25 июля.

## Демография
Динамика населения:

## Администрация коммуны
- Официальный сайт: